# Okić-grad
Okić-grad je srednjovjekovna utvrda u Samoborskom gorju.
Prvi pisani spomen datira iz 1193., a 1217. navodi se Jaroslav (Irislav) Okićki kao njegov prvi poznati gospodar. U vlasništvu knezova Babonića bio je od 1293. do 1327. nakon čega je bio pod kraljevskom vlašću. Sigismund Luksemburški 1393. prodao ga je Tomi Benvenjudu (de Okych) u čijem je posjedu bio do 1416. kada ga preuzimaju Frankapani. Matija Korvin ga je u drugoj polovici 15. stoljeća dao na upravljanje Ivanu Horvatu od Saga, a on ga je krajem istog stoljeća (1493.) prodao obitelji Erdődy. Bio je poprištem bitke za vrijeme Seljačke bune. Utvrda je razorena 1616., nakon što su Osmanlije u više navrata opustošile okićki kraj. Nalazi se uz Jaskanski planinarski put.

## Vanjske poveznice
|  | Zajednički poslužitelj ima još gradiva o temi Okić |